# Rhizophagus brancsiki
Rhizophagus brancsiki is een keversoort uit de familie kerkhofkevers (Monotomidae). De wetenschappelijke naam van de soort werd in 1905 gepubliceerd door Edmund Reitter.